# Quernes
Quernes (Nederlands: Kernes) is een gemeente in het Franse departement Pas-de-Calais (regio Hauts-de-France) en telt 469 inwoners (1999). De plaats maakt deel uit van het arrondissement Béthune.

## Geografie
De oppervlakte van Quernes bedraagt 2,8 km², de bevolkingsdichtheid is 167,5 inwoners per km².
De onderstaande kaart toont de ligging van Quernes met de belangrijkste infrastructuur en aangrenzende gemeenten.

## Demografie
Onderstaande figuur toont het verloop van het inwonertal (bron: INSEE-tellingen).